# تافيش سكوت
تافيش هاميلتون سكوت (بالإنجليزية: Tavish Hamilton Scott)‏ (6 مايو 1966 –) هو سياسي اسكتلندي وعضو سابق في البرلمان الاسكتلندي لـ"شتلاند" (Shetland)، كان رئيس حزب «الديمقراطيون الليبراليون الاسكتلنديون» من عام 2008 إلى عام 2011. وتنحى عن منصبه بعد انتخابات البرلمان الإسكتلندي عام 2011، والتي تم فيها تقليص عدد مقاعد الحزب الليبرالي إلى خمسة مقاعد، مقابل 16 في البرلمان السابق.

## النشأة
ولد سكوت في 6 مايو 1966 في مدينة إينفيرنيس باسكتلندا، والتحق بمدرسة أندرسون الثانوية في ليرويك، وحاصل على بكالوريوس (مع مرتبة الشرف) في دراسات الأعمال من جامعة نايبر في إدنبرة. بعد التخرج، عمل كمساعد برلماني لـ«جيم والاس»، ثم أصبح عضو البرلمان الإسكتلندي لأوركني وشيتلاند، وبعد ذلك أصبح مسؤول صحفي للديمقراطيين الليبراليين الاسكتلنديين. عاد بعد ذلك إلى شتلاند وأصبح مزارعًا وعضوًا في مجلس جزر شيتلاند ورئيسًا لمؤسسة Lerwick Harbour Trust. وهو متزوج وله ثلاثة أبناء.

## عضوية البرلمان الإسكتلندي
تم انتخاب سكوت كأول عضو في البرلمان الإسكتلندي عن شتلاند في مايو 1999. كما كان أول برلماني عن جزر شيتلاند ككيان متميز؛ حتى تلك اللحظة، لم يكن هناك سوى دائرة انتخابية واحدة في المملكة المتحدة لكل من أوركني وشتلاند. شغل منصب نائب وزير البرلمان في السلطة التنفيذية الاسكتلندية من عام 2000 إلى عام 2001 خلفًا لزميله إيان سميث، لكنه استقال بعد رفضه دعم السلطة التنفيذية في تصويت في البرلمان على خطة ربط لصيد الأسماك.
في عام 2003، عاد إلى السلطة التنفيذية الاسكتلندية كنائب لوزير المالية والخدمات العامة. خلال الفترة التي قضاها هناك، قادت وزارته قانون الحكم المحلي (اسكتلندا)، الذي غير انتخابات السلطات المحلية في اسكتلندا إلى نظام التمثيل النسبي. بعد انتخاب نيكول ستيفن كزعيم للحزب وتوليه منصب نائب أول وزير في اسكتلندا في عام 2005، تم تعيين سكوت في مجلس الوزراء كوزير للنقل. أعيد انتخابه بأغلبية متزايدة في مايو 2007، وحصل على أكبر هامش بنسبة 50.1٪ من أي MSP على أقرب منافسيهم.
بعد استقالة صديقه وزميله الوزاري السابق نيكول ستيفن، أعلن سكوت ترشيحه لقيادة الحزب الليبرالي الديمقراطي الإسكتلندي في 7 يوليو 2008 في ميناء ليرويك، محاطاً بمجموعة من الرجال يرتدون زي الفايكنج وهو تقليد في شتلاند يسمى Up Helly Aa حيث يحتفل شتلاندرز بتراثهم من الفايكنج. في 26 أغسطس 2008، أُعلن فوزه في مسابقة القيادة بنسبة 59٪ (1450) من الأصوات.
بعد ما وصفه بمجموعة النتائج «الكارثية» للديمقراطيين الليبراليين الاسكتلنديين في الانتخابات الاسكتلندية في مايو 2011، قدم سكوت استقالته كزعيم (بقي عضوًا في البرلمان الإسكتلندي). وادعى أن العروض السيئة كانت جزئياً بسبب صفقة التحالف التي شهدت الديمقراطيين الليبراليين تشكيل حكومة مع المحافظين بعد الانتخابات العامة في المملكة المتحدة 2010.
في الفترة التي سبقت استفتاء الاستقلال الإسكتلندي لعام 2014، كان سكوت من أشد المدافعين عن التصويت بـ «لا» بالإضافة إلى الاعتراف بأنه مهما كانت نتيجة الاستفتاء، يجب أن يكون هناك اعتراف بـ «حق الجزر الشمالية في تحديد حقها في المستقبل.» في مؤتمر الحزب الليبرالي الديمقراطي في عام 2013، قدم اقتراحًا مع زميله MSP Liam McArthur للاعتراف بأن للجزر«حق منفصل في تقرير المصير» قال سكوت أن نتيجته المفضلة كانت أن يقوم شتلاند أصبحت تابعة لتاج المملكة المتحدة مع البرلمان الخاص بها، وكانت مدعومة من قبل حركة وير شتلاند عبر الأحزاب التي تناضل من أجل وضع التبعية للتاج.
أعلن سكوت في يونيو 2019 أنه سيستقيل من البرلمان الإسكتلندي لاتخاذ موقف مع الاتحاد الإسكتلندي للرجبي.

## التسلسل الزمني للوظيفة
| الفترة من – إلى | الفترة من – إلى | الوظيفة أو المنصب                                                                                             |
| --------------- | --------------- | --- |
| 1986            | 1989            | جامعة نابير.                                                                                                  |
| 1989            | 1990            | باحث برلماني لدى النائب جيم والاس عن أوركني وشتلاند، مجلس العموم.                                             |
| 1990            | 1992            | مسؤول صحفي، حزب الديمقراطيين الليبراليين الاسكتلنديين، إدنبرة.                                                |
| 1992            | 1999            | مزارع، مزرعة عائلة شتلاند.                                                                                    |
| 1994            | 1999            | رئيس مجلس إدارة ومدير ميناء ليرويك.                                                                           |
| 1994            | 1999            | عضو مجلس إدارة ميناء ليرويك وبريساي في مجلس جزر شتلاند. - نائب رئيس لجنة الطرق والمواصلات.                    |
| 1997            | 1999            | مدير السياحة لجزر شتلاند.                                                                                     |
| 1999            | 2019            | عضو البرلمان الإسكتلندي عن منطقة شتلاند.                                                                      |
| 2000            | 2001            | نائب الوزير في البرلمان الاسكتلندي.                                                                           |
| 2003            | 2005            | نائب وزير المالية والخدمات العامة والأعمال البرلمانية.                                                        |
| 2005            | 2007            | وزير النقل.                                                                                                   |
| 2007            | 2008            | سكرتير حكومة الظل للشؤون المالية والنمو المستدام. - منظم لجنة الاقتصاد والطاقة والسياحة بالبرلمان الإسكتلندي. |
| 2008            | 2011            | رئيس حزب "الديمقراطيون الليبراليون الاسكتلنديون".                                                             |
| 2011            | 2019            | المتحدث باسم حزب "الديمقراطيون الليبراليون الاسكتلنديون" للأعمال والاقتصاد.                                   |